# Bruno Cienciała
Bruno Cienciała (ur. 4 października 1892 we Włodecku, zm. 2 maja 1972 w Sanoku) – inżynier leśnik, właściciel dóbr.

## Życiorys

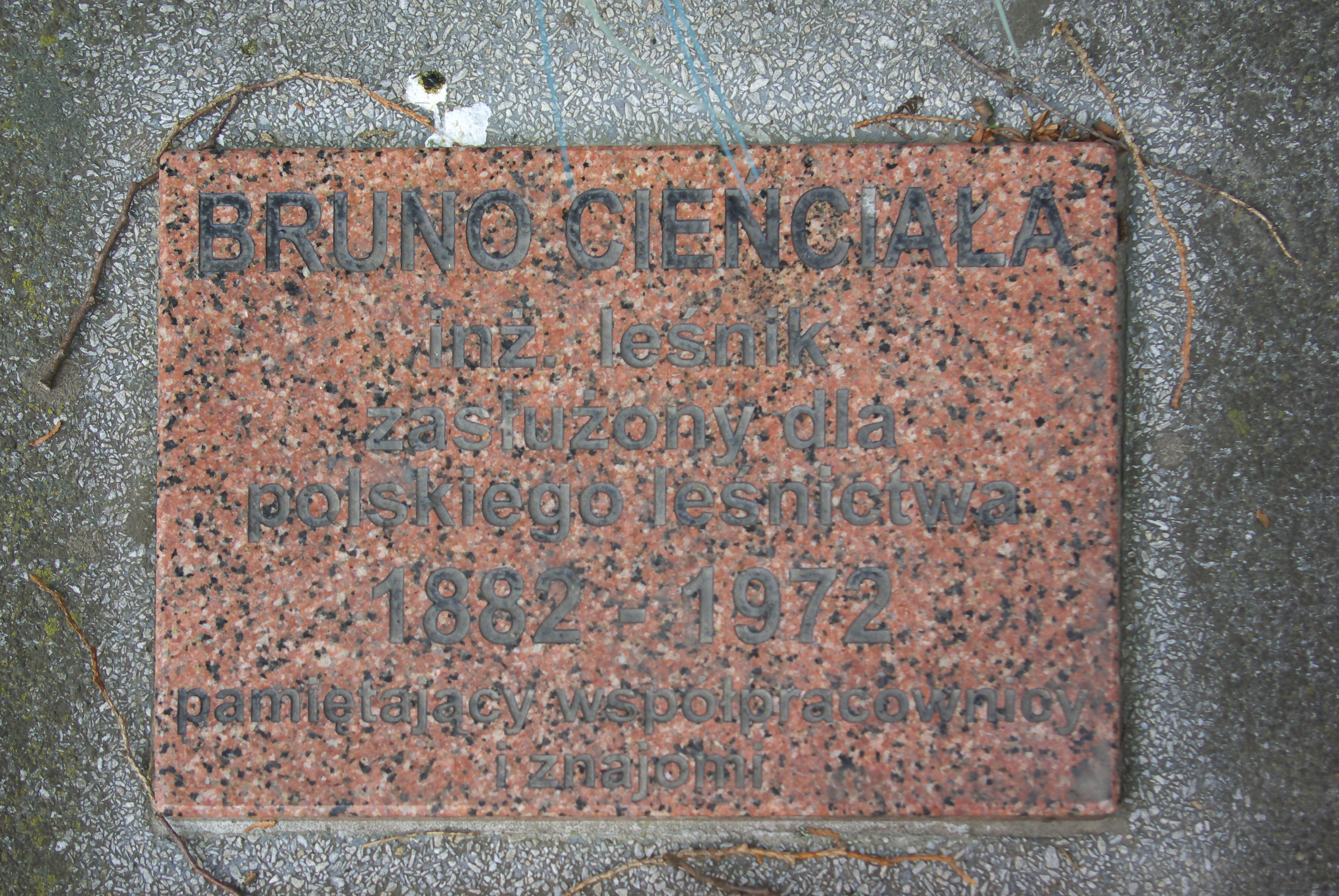
Nagrobek Brunona Cienciały w Sanoku

Urodził się 4 października 1892. Po zdaniu egzaminu dojrzałości kształcił się w Szkole Gospodarstwa Lasowego we Lwowie. Ukończył studia z tytułem inżyniera leśnika. Przed 1914 był członkiem oddziału C. K. Galicyjskiego Towarzystwa Gospodarskiego w Bóbrce. Jako zarządca leśnictwa w 1916 był przypisany do adresu ul. Pełczyńskiej 26a we Lwowie.
Po odzyskaniu przez Polskę niepodległości w okresie II Rzeczypospolitej był właścicielem lasów w majątku Wołowe. W 1923 został powołany na liście znawców z zawodu leśnictwa dla oszacowania przedmiotów i gruntów, mogących ulec wywłaszczeniu dla kolei żelaznej oraz do wyznaczenia wynagrodzeń za wywłaszczenie praw wodnych w powiecie bóbreckim. W 1928 zasiadł w zarządzie Powiatowej Kasy Oszczędności w Bóbrce. W 1929 był jej delegatem na walne zgromadzenie Związku Polskich Kas Oszczędności we Lwowie. Był członkiem oddziału lwowskiego Polskiego Towarzystwa Przyrodników im. Kopernika.
Zmarł 2 maja 1972 w szpitalu w Sanoku. Został pochowany na Cmentarzu Centralnym w Sanoku.